# Nicodamus
Genre
Nicodamus est un genre d'araignées aranéomorphes de la famille des Nicodamidae.

## Distribution
Les espèces de ce genre sont endémiques d'Australie.

## Liste des espèces
Selon World Spider Catalog (version 17.5, 20/09/2016) :
- Nicodamus mainae Harvey, 1995
- Nicodamus peregrinus (Walckenaer, 1841)

## Publication originale
- Simon, 1887 : Observation sur divers arachnides: synonymies et descriptions. 5. Annales de la Société Entomologique de France, sér. 6, vol. 7, p. 193-195 (texte intégral).